# Didissandra sprengelii
Didissandra sprengelii är en tvåhjärtbladig växtart som beskrevs av Charles Baron Clarke. Didissandra sprengelii ingår i släktet Didissandra och familjen Gesneriaceae. Inga underarter finns listade i Catalogue of Life.